# Sebastián Alabanda
Alabanda  Fernández est un nom espagnol. Le premier nom de famille, en général paternel, est Alabanda ; le second, en général maternel, souvent omis, est Fernández.
Pour les articles homonymes, voir Fernández.
Sebastián Alabanda, né le 31 octobre 1950 à Posadas en Espagne et mort le 10 juin 2014 à Séville, est un footballeur international espagnol qui occupe le poste de milieu de terrain. Il évolue durant sa carrière de joueur dans plusieurs clubs et notamment au Real Betis pendant sept saisons et avec lequel il se forge un palmarès. Il compte une sélection avec l'équipe d'Espagne.

## Biographie

### Carrière de joueur

#### En club
Natif de Posadas, Sebastián Alabanda devient footballeur dans les équipes de jeunes du Real Betis. Prêté au CF Valdepeñas, club de Tercera División, puis au Rayo Vallecano, club de Segunda División, il effectue sa première saison avec le Real Betis à ce niveau en 1973-1974 et son premier match a lieu le 1er septembre à l'extérieur contre le Linares CF et est remporté par le Betis 1-0. Alabanda participe à 18 rencontres cette saison-là qui voit le club terminer champion et ainsi être promu en Primera División.
Le 7 septembre 1974, il participe à son premier match de Liga qui se solde par une défaite 3-1 à l'extérieur contre l'UD Las Palmas. En 1977, il fait partie de l'équipe qui remporte la Coupe d'Espagne au terme des tirs au but (8-7) contre l'Athletic Bilbao. Alabanda voit sa tentative arrêtée par le gardien basque José Ángel Iribar. Cette victoire permet au club de disputer la Coupe des coupes 1977-1978. Alabanda participe aux six rencontres jouées par le club qui est éliminé à l'issue des quarts de finale par le FK Dynamo Moscou. Relégué en deuxième division en 1978-1979, le Betis remonte en Liga la saison suivante qui est la dernière d'Alabanda avec ce club. Il est considéré comme étant un joueur capable de faire la différence sur le plan physique en fin de match, étant en mesure de conserver son potentiel quand d'autres déclinent progressivement.
Rejoignant à l'été 1980 le Real Murcie, club promu en Liga, il est relégué en deuxième division en fin de saison. La saison 1981-1982 est sa dernière en carrière.

#### En sélection
La seule sélection en équipe nationale de Sebastián Alabanda a lieu le 24 avril 1976 lors de la réception au stade Vicente-Calderón de Madrid de l'Allemagne de l'Ouest dans le cadre des éliminatoires de l'Euro 1976, un match qui se solde par un match nul 1-1. Remplaçant au coup d'envoi, Alabanda rentre en jeu à la 81e minute à la place de Migueli.
Il a également disputé trois rencontres avec la sélection olympique.

### Après-carrière
Sebastián Alabanda travaille dans le secteur bancaire après sa carrière. Le 29 mai 2014, Alabanda rentre au conseil de direction du Real Betis. Il ne reste en fonction que quelques jours, son décès à Séville étant annoncé le 10 juin. En février 2023, sa commune natale de Posadas inaugure un monolithe lui rendant hommage.

## Palmarès
Alabanda obtient l'essentiel de son palmarès de joueur lorsqu'il évolue au Real Betis. Champion d'Espagne de deuxième division en 1974, il remporte également en 1977 la Coupe d'Espagne.

## Statistiques
Le tableau ci-dessous résume les statistiques en match officiel de Sebastián Alabanda durant sa carrière de joueur professionnel,.
| Saison                | Club                  | Championnat           | Championnat | Championnat | Coupe(s) nationale(s) | Coupe(s) nationale(s) | Compétition(s) continentale(s) | Compétition(s) continentale(s) | Compétition(s) continentale(s) | Sélection                 | Sélection | Sélection | Total | Total |
| Saison                | Club                  | Division              | M.          | B.          | M.                    | B.                    | Comp.                          | M.                             | B.                             | Équipe                    | M.        | B.        | M.    | B.    |
| 1969-1970             | Triana Balompié       | Tercera División      | -           | -           | 1                     | 0                     | -                              | -                              | -                              | -                         | -         | -         | 1     | 0     |
| 1970-1971             | Triana Balompié       | Tercera División      | -           | -           | 2                     | 0                     | -                              | -                              | -                              | -                         | -         | -         | 2     | 0     |
| 1971-1972             | CF Valdepeñas         | Tercera División      | -           | -           | 4                     | 0                     | -                              | -                              | -                              | -                         | -         | -         | 4     | 0     |
| 1972-1973             | Rayo Vallecano        | Segunda División      | 7           | 0           | 1                     | 0                     | -                              | -                              | -                              | -                         | -         | -         | 8     | 0     |
| 1973-1974             | Real Betis            | Segunda División      | 18          | 1           | 7                     | 1                     | -                              | -                              | -                              | -                         | -         | -         | 25    | 2     |
| 1974-1975             | Real Betis            | Primera División      | 33          | 1           | 4                     | 1                     | -                              | -                              | -                              | -                         | -         | -         | 37    | 2     |
| 1975-1976             | Real Betis            | Primera División      | 32          | 3           | 6                     | 1                     | -                              | -                              | -                              | Espagne olympique+Espagne | 3+1       | 0+0       | 42    | 4     |
| 1976-1977             | Real Betis            | Primera División      | 20          | 0           | 10                    | 1                     | -                              | -                              | -                              | -                         | -         | -         | 30    | 1     |
| 1977-1978             | Real Betis            | Primera División      | 31          | 3           | 4                     | 1                     | C2                             | 6                              | 0                              | -                         | -         | -         | 41    | 4     |
| 1978-1979             | Real Betis            | Segunda División      | 29          | 4           | 4                     | 0                     | -                              | -                              | -                              | -                         | -         | -         | 33    | 4     |
| 1979-1980             | Real Betis            | Primera División      | 31          | 4           | 6                     | 2                     | -                              | -                              | -                              | -                         | -         | -         | 37    | 6     |
| 1980-1981             | Real Murcie           | Primera División      | 31          | 3           | 4                     | 0                     | -                              | -                              | -                              | -                         | -         | -         | 35    | 3     |
| 1981-1982             | Real Murcie           | Segunda División      | 7           | 0           | 2                     | 0                     | -                              | -                              | -                              | -                         | -         | -         | 9     | 0     |
| Total sur la carrière | Total sur la carrière | Total sur la carrière | 239         | 19          | 55                    | 7                     | -                              | 6                              | 0                              | -                         | 4         | 0         | 304   | 26    |